# Ángel Lulio Cabrera
Ángel Lulio Cabrera (Madri, 19 de outubro de 1908 - La Plata, 8 de julho de 1999) foi um destacado botânico e fitogeógrafo argentino da segunda metade do século XX.

## Biografia
Era filho do zoólogo e paleontólogo Ángel Cabrera e neto do primeiro bispo anglicano da Espanha. Nascido em Madri, as férias com sua família para a Sierra de Guadarrama e a profissão do seu pai influenciaram na sua posterior vocação pelo estudo da biologia.
Devido a contratação de seu pai pelo Museu de La Plata, ainda adolescente, mudou-se com seus pais e irmãos para viver na Argentina em 1925. Planejou estudar direito para dedicar-se à diplomacia, porém acabou decidindo estudar e obter o doutorado em ciências naturais.
Aos  18 anos, em 1926, realizou com seu pai uma viagem para a Patagônia com o objetivo de recolher  vertebrados, insetos e fósseis. Nesta viagem, que durou mais de dois meses, Ángel L. Cabrera descobriu sua paixão pela botânica, coletando também material para a formação de um herbário. Mais tarde recebeu aulas de Augusto Scala e de Lorenzo R. Parodi, licenciando-se em 1931.
Sua atividade docente se desenvolveu tanto no  Museu de La Plata como na Faculdade de  Humanidades da Universidade Nacional de La Plata, onde percorreu todos os diferentes escalões desde ajudante até converter-se em professor emérito no ano de 1973. Lecionou em diferentes disciplinas: botânica, latim, nomenclatura científica, fitogeografia e ecologia vegetal. Possuía muitos discípulos, chegando a dirigir até 20 teses doutorais. Foi pioneiro, junto com Raúl Ringuelet, em estabelecer a primeira licenciatura em Ecologia da Argentina na Universidade de la Plata, no final dos anos 60.
Pesquisou à cargo do Departamento Científico (primeiramente chamado Divisão) de Plantas Vasculares do Museu de La Plata de 1946 a 1975. Foi um prolixo coletor de espécies enriquecendo extensivamente o herbário deste departamento, aumentando de alguns milhares de espécimes quando assumiu para mais de meio milhão de exemplares. Paralelamente, foi membro do CONICET desde 1966 e diretor do Instituto de Botánica Darwinion, em San Isidro, de 1976 até 1982.
Sua atividade de pesquisa ficou centrada na taxonomia, porém também foi  fundamental para o avanço da ecologia e e da fitogeografia numa época muito favorável para a botânica na Argentina. Era especialista na família das  Compostas, porém também descreveu várias floras regionais e publicou em torno de 250 textos especializados, entre outros, descrevendo várias espécies de plantas desconhecidas para a ciência.
Fundou a Sociedade Argentina de Botânica em 1945 com o objetivo de agrupar as atividades dos botânicos argentinos, sendo seu presidente durante dois mandatos e foi diretor de sua revista, o Boletim da Sociedade Argentina de Botânica. Além disso, foi editor das revistas Darwiniana e Hickenia. Também foi membro de  sociedades de História Natural e Botânica de vários países, como Chile, Estados Unidos, Peru, Venezuela e Equador, motivado pela extensão de sua atividade profissional no âmbito da América do Sul.
Cabrera era definido pelos que o conheceram como uma pessoa muito curiosa, fascinado pelas plantas (era capaz de parar subitamente o automóvel para observar uma planta e explicar detalhes sobre ela aos seus alunos, sempre em pequenos grupos). Era considerado de natureza humilde, preferindo abrigar-se em alojamentos rurais ao invés de hotéis. Contava anedotas em suas viagens e era considerado bastante divertido.
Foi homenageado por outros botânicos, que lhe dedicaram mais de 50 espécies vegetais descobertas.
Era casado com Sara Amavet, que o apoiou durante toda sua atividade profissional. Tiveram três filhas, Marisa, Susana e Elisa. No momento de seu falecimento contava com sete netos e dois bisnetos.

## Principais publicações
- Cabrera, A.L. (ed.) (1963-1970). Flora de la provincia de Buenos Aires. Col. Cient. INTA 4, partes 1-6. Buenos Aires.
- Cabrera, A.L. (1971). Fitogeografía de la República Argentina. Boletín de la Sociedad Argentina de Botánica 14, 1-42.
- Cabrera, A.L. y Willink, A. (1973). Biogeografía de América Latina. Organización de Estados Americanos, Serie Biología, Monografía Nº 13. 117 p.
- Cabrera, A.L. (1976). Regiones fitogeográficas argentinas. Acme, Buenos Aires. 85 pp. (Enciclopedia argentina de agricultura y jardinería ; Tomo 2 fasc. 1)
- Cabrera, A.L. (ed.) (1978-1993). Flora de la provincia de Jujuy. Col. Cient. INTA 13, partes 8-10. Buenos Aires.

## Prêmios recebidos
- Prêmio por Produção Científica e Literária Regional (1941)
- Prêmio por Pesquisa da Sociedade Científica Argentina (1957)
- Prêmio ao Mérito “D. Joao VI” do Brasil (1958)
- Prêmio “Dr. Abraham Misbashan” da CONICET (1967)
- Prêmio Província de Buenos Aires (1972)
- Prêmio “Francisco P. Moreno” do Museu de La Plata (1977)
- Prêmio Konex de Platina (1993)
- Prêmio ao Mérito Científico da SECYT argentina (1995)
- Prêmio Bunge e Born (1997)